# Veronica sennenii
Veronica sennenii là một loài thực vật có hoa trong họ Mã đề. Loài này được (Pau) M.M.Mart.Ort. & E.Rico miêu tả khoa học đầu tiên năm 1999.